# USDA 56013
Cet article court présente un sujet plus développé dans : Cascade (houblon) et Taiheke.
« USDA 56013 » est usuellement l’identifiant du Cascade, une variété de houblon. « USDA » y désigne le département de l’Agriculture des États-Unis, qui a lancé la variété en 1972. Cependant, une autre variété utilise également le même identifiant, car il s’agit d’un renommage de la précédente, effectué en 2016 : c’est le Taiheke, cultivé en Nouvelle-Zélande.